# Aïn Sefra
Aïn Sefra (àrab: عين الصفراء, ʿAyn aṣ-Ṣafrāʾ) és una ciutat d'Algèria localitzada a la província de Naama, cap del districte d'Aïn Sefra. Té una població de 34.962 habitants, i és la segona més poblada a la província després de Mécheria.

## Geografia
Aïn Séfra es troba al final dels monts Atles, 45 km a l'est de la frontera marroquina. La ciutat jeu en una ampla vall entre el massís de Djébel Mekter i la Muntanya Aïssa, al costat del llit del uadi Aïn Sefra.

## Història
Aïn Sefra es va fundar en 1881 com una guarnició francesa. El 21 d'octubre de 1904 una inundació va destruir la secció europea del poble.